# Wadjemup Lighthouse
Das Wadjemup Lighthouse ist ein Leuchtturm auf der Insel Rottnest Island vor der Küste von West-Australien. Er war als erster Leuchtturm Australiens mit einem Drehlicht ausgestattet. In der Nähe befindet sich auf der gleichen Insel auch noch das Bathurst Lighthouse.

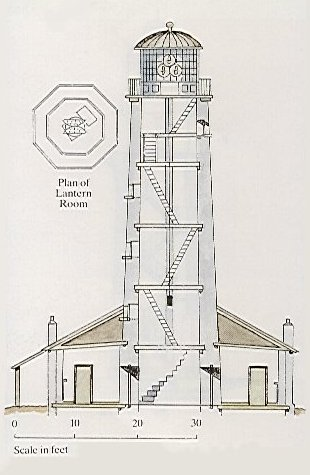
Plan des Wadjemup-Leuchtturms von 1849

## Erster Leuchtturm
Der erste Leuchtturm an dieser Stelle entstand im Jahr 1849, um für die Schiffe die Zufahrt zum Hafen von Fremantle und zur Swan River Kolonie sicherer zu machen. Rottnest Island ist die größte der Inseln in der Nähe der Hafeneinfahrt und sie ist von Schiffen, die von Westen ankommen, aus zuerst zu sehen. Der Leuchtturm steht auf der höchsten Erhebung der Insel, dem 45 Meter hohen Wadjemup-Hügel.
1837 bis 1843 erkundeten John Clements Wickham und John Lort Stokes die Küsten Australiens und gaben Empfehlungen für Standorte von Leuchtfeuern ab. 1840 wollte der Landvermesser John Septimus Roe zuerst auf der Insel Rottnest einfach eine weithin sichtbare Markierung in der Form eines weißen Obelisken aufrichten. Doch bald zeigte es sich, dass ein Tag und Nacht wirkender Leuchtturm nötig war. Nach einem Entwurf von Henry Trigg baute Bayley Maycock aus Perth den ersten Turm, auf dem erst im Jahr 1851 die Drehlampe fertig eingerichtet war. Den Mechanismus des Leuchtfeuers lieferten Hersteller aus Fremantle. Die Befeuerung bestand aus zwei Gruppen von drei Öllampen mit Reflektorspiegeln. Ursprünglich wurde für die Brenner Kokosnussöl verwendet, seit 1862 Rapsöl. Das Licht war 18 Seemeilen weit zu sehen. Es hatte die Kennung von fünf Sekunden Licht bei 55 Sekunden Intervall. Der Leuchtturmwärter meldete die gesichteten Schiffe jeweils dem ebenfalls auf der Insel stationierten Lotsen.

## Zweiter Leuchtturm

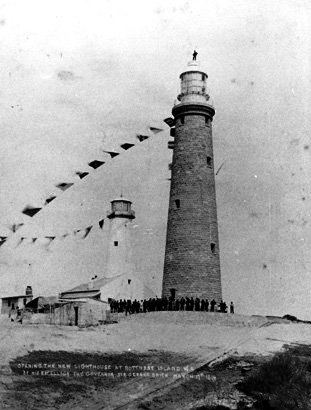
Einweihung des zweiten Leuchtturms auf Wadjemup am 17. März 1896. Links der alte, später abgebrochene Leuchtturm.

Der zweite Hauptleuchtturm auf Rottnest Island ist der viertälteste heute noch bestehende Leuchtturm von Westaustralien. Der Auftrag für den Bau des neuen Turms ging im Oktober 1894 an die Firma Parker and Rhodes. Den Grundstein legte der westaustralische Premierminister John Forrest am 25. April 1895 neben dem alten Turm. Der englische Ingenieur William Douglass hatte das 38,7 Meter hohe Bauwerk geplant, das im Jahr 1896 fertig war. Anschließend hat man den alten Leuchtturm abgebrochen.
Der Leuchtturm hat auf einem achteckigen Fundament aus Beton mit dem Durchmesser von 13 Metern einen Turmschaft von 34 Metern Höhe aus Kalkstein von einem Steinbruch auf der Insel Rottnest. Das Leuchthaus ist 7,6 Meter hoch und hatte zuerst eine Laterne mit vier Mineralölbrennern von der englischen Glasproduzentin Chance Brothers and Comp. in Smethwick bei Birmingham. Die Feuerhöhe liegt 80,5 Meter über dem Meeresniveau. Das Lichtzeichen von 3 Sekunden mit 17 Sekunden Intervall war 23 Seemeilen weit sichtbar. Mit einem neuen Petroleumbrenner hatte der Leuchtturm ab 1908 eine fast fünfmal größere Lichtstärke, seit 1936 besitzt er eine noch intensivere elektrische Lichtquelle, die einen Blitz von 0,2 Sekunden Dauer zwischen 7,3 Sekunden langen Intervallen erzeugt.

## Havarie derCity of York
Am 12. Juli 1899 geriet der aus San Francisco kommende englische Dreimaster City of York in einem Sturm vor dem Leuchtturm in Seenot. Der Leuchtturmwärter hatte das Schiff um 4.30 Uhr erkannt und ein Warnsignal mit einer Leuchtrakete gegeben. Der Kapitän hielt das Licht irrtümlich für ein Zeichen aus einem wartenden Lotsenboot und fuhr gerade darauf zu, worauf das Schiff an den Klippen von Rottnest Island zerschellte.
Da in diesem Sturm auch noch ein weiteres Schiff vor der Insel untergegangen war, erhielt diese im Jahr 1900 einen zweiten Leuchtturm, das Bathurst Lighthouse.

## Betrieb
Der Wadjemup Leuchtturm wird seit 1986 durch die Australian Maritime Safety Authority automatisch betrieben. Der letzte Leuchtturmwärter verließ die Insel im Jahr 1990.

## Tourismus
Der Leuchtturm auf der Insel Rottnest ist als Ziel von Exkursionen beliebt. Er gewährt einen Rundblick auf die Küste und die Landschaft in der Umgebung von Perth.